# Devorismo
Devorismo foi a designação, inicialmente pejorativa, dada ao grupo político que se instalou no poder nos anos imediatos à vitória liberal na Guerra Civil Portuguesa, em especial no período entre 24 de Setembro de 1834 e 9 de Setembro de 1836. Está em vigor a Carta Constitucional de 1826. De acordo com Oliveira Martins, o termo devorismo ou devoristas resulta de uma Carta de Lei datada de 15 de Abril de 1835, em que se colocavam à venda em hasta pública os bens nacionais, especialmente os da Igreja Católica, facilitando, assim, o acesso a estes bens aos chefes liberais.
Uma das grandes reformas deste período é da administração nacional e local (25 de Abril de 1835), que dividia o país em dezassete distritos administrativos e as ilhas adjacentes em três. Passa, então, a existir a figura de Governador Civil (administradores dos distritos nomeados pelo rei), Administradores de Concelho (responsáveis pelos municípios, nomeados pelo Governo), e Comissários de Paróquia (responsáveis pelas freguesias, escolhidos pelos Administradores dos Concelhos).

## Governos do Devorismo

### 1.º Governo:Duque de Palmela
O primeiro governo devorista tem início no dia da morte de D. Pedro IV em 24 de Setembro de 1834. É o governo liderado pelo Duque de Palmela que durará até 27 de Maio de 1835, e que era constituído por conservadores (palmelistas), e por seguidores de D. Pedro pertencentes ao Grande Oriente Lusitano (chamorros). O Duque de Palmela fica à frente do governo até 28 de Abril de 1835, data a partir da qual Vitorio Maria de Sousa Coutinho assume a presidência.
Este governo era composto por:
| Ministério                          | Detentor do cargo                                                        | Duração |
| ----------------------------------- | ------------------------------------------------------------------------ | --- |
| Reino                               | Francisco de São Luís Saraiva Agostinho José Freire                      | 24 de Setembro de 1834 a 16 de Fevereiro de 1835 16 de Fevereiro de 1835 a 27 de Maio de 1835                                  |
| Negócios Eclesiásticos e da Justiça | António de Barreto Ferraz de Vasconcelos Manuel Duarte Leitão            | 24 de Setembro de 1834 a 28 de Abril de 1835 A partir de 28 de Abril de 1835                                                   |
| Fazenda                             | José da Silva Carvalho                                                   | 24 de Setembro de 1834 a 27 de Maio de 1835                                                                                    |
| Guerra                              | Duque da Terceira Conde de Vila Real                                     | 24 de Setembro de 1834 a 20 de Março de 1835 20 de Março de 1835 (interinamente)                                               |
| Marinha e Ultramar                  | Agostinho José Freire Conde de Vila Real Vitorio Maria de Sousa Coutinho | 24 de Setembro de 1834 a 16 de Fevereiro de 1835 16 de Fevereiro de 1835 a 28 de Abril de 1835 A partir de 28 de Abril de 1835 |
| Negócios Estrangeiros               | Conde de Vila Real Duque de Palmela Conde de Vila Real                   | 24 de Setembro de 1834 a 16 de Fevereiro de 1835 16 de Fevereiro de 1835 a 28 de Abril de 1835 A partir de 28 de Abril de 1835 |

### 2.º Governo:Duque de Saldanha
O 2.º governo do Devorismo tem início a 27 de Maio de 1835 e fim a 18 de Novembro de 1835. Ao assumir a presidência, o Duque de Saldanha afasta os chamorros, do Grande Oriente Lusitano, abrindo espaço governativo a toda a maçonaria, e criando, assim, um governo designado de fusão. Desta forma, entram para o governo Francisco António de Campos e o Duque de Loulé, membros da Maçonaria do Sul (da ala esquerda política). No entanto, esta fusão será de curta duração dado o rotativismo destes dois maçons nas pastas que ocupavam, com José da Silva Carvalho e Rodrigo da Fonseca Magalhães, do GOL; seguindo uma política de conciliação, Rodrigo da Fonseca Passos Manuel, nomeia vários membros da Maçonaria do Norte, de Passos Manuel, para os novos cargos de Governador Civil e de Administrador de Concelho.
Neste segundo governo devorista, Rodrigo da Fonseca divide Portugal em 17 distritos administrativos por decreto de 18 de Julho. A futura Escola Politécnica de Lisboa, então designada por Instituto de Ciências Físicas e Matemáticas, é organizada.
O fim do governo de Saldanha deve-se, essencialmente, a duas causas: a primeira tem a ver com um decreto datado de 3 de Novembro onde são colocadas em hasta pública as lezírias dos rios Tejo e Sado, fortemente contestada; a outra, deve-se ao envio de tropas, a Divisão Auxiliadora, a pedido do governo de Espanha, para apoiar Isabel II contra as pretensões do seu tio Carlos, que reclamava o trono.
Este governo era composto por:
| Ministério                          | Detentor do cargo                                           | Duração                                                                               |
| ----------------------------------- | ----------------------------------------------------------- | ------------------------------------------------------------------------------------- |
| Reino                               | João de Sousa Pinto de Magalhães Rodrigo da Fonseca         | 27 de Maio de 1835 a 15 de Julho de 1835 15 de Julho de 1835 a 18 de Novembro de 1835 |
| Negócios Eclesiásticos e da Justiça | Manuel António de Carvalho João de Sousa Pinto de Magalhães | 27 de Maio de 1835 a 15 de Julho 15 de Julho de 1835 a 18 de Novembro de 1835         |
| Fazenda                             | Francisco António de Campos José da Silva Carvalho          | 27 de Maio de 1835 a 15 de Julho de 1835 15 de Julho de 1835 a 18 de Novembro de 1835 |
| Guerra                              | Duque de Saldanha                                           | 27 de Maio de 1835 a 18 de Novembro de 1835                                           |
| Marinha                             | Duque de Loulé António Aloísio Jervis de Atouguia           | 27 de Maio de 1835 a 25 de Julho de 1835 25 de Julho de 1835 a 18 de Novembro de 1835 |
| Negócios Estrangeiros               | Duque de Palmela                                            | 27 de Maio de 1835 a 18 de Novembro de 1835                                           |

### 3.º Governo:José Jorge Loureiro
O 3.º governo do Devorismo tem início a 18 de Novembro de 1835 (ainda com Saldanha na liderança, até 25 de Novembro) e terminará em 20 de Abril de 1836. É um governo que começou por defender a moralidade, a economia e o desinteresse e, desta forma, os ministros tomaram a medida de reduzir os seus ordenados para metade, reagindo, assim, contra a política despesista de Rodrigo da Fonseca.
O governo de Loureiro acabará por cair por razões financeiras, dado não ter sido aprovado o orçamento de Francisco António de Campos, que se demite a 6 de Abril de 1836.
Este governo era composto por:
| Ministério                          | Detentor do cargo                                    | Duração                                                                    |
| ----------------------------------- | ---------------------------------------------------- | -------------------------------------------------------------------------- |
| Reino                               | Sá da Bandeira Luís da Silva Mouzinho de Albuquerque | 18 de Novembro a 25 de Novembro de 1835 25 de Novembro de 1835             |
| Negócios Eclesiásticos e da Justiça | Manuel António Velez Caldeira Castelo Branco         | 18 de Novembro de 1835 a 20 de Abril de 1836                               |
| Fazenda                             | Francisco António de Campos José Jorge Loureiro      | 18 de Novembro de 1835 a 6 de Abril de 1836 A partir de 6 de Abril de 1836 |
| Guerra                              | José Jorge Loureiro                                  | A partir de 6 de Abril de 1836                                             |
| Marinha                             | Sá da Bandeira                                       | 18 de Novembro de 1835 a 20 de Abril de 1836                               |
| Negócios Estrangeiros               | Marquês de Loulé                                     | 18 de Novembro de 1835 a 20 de Abril de 1836                               |

### 4.º Governo:Duque da Terceira
O 4.º e último governo teve por presidente o Duque da Terceira, e durou de 20 de Abril a 9 de Setembro de 1836. É um governo dito chamorro e de simpatizantes palmelistas, dominado pelo GOL, e composto essencialmente pela aristocracia.
Uma das medidas tomadas foi o fim da Sociedade Patriótica Lisbonense de ideias radicais de esquerda. Para aumentar a segurança, foi criada a Guarda Municipal do Porto, e reforçada a Guarda Municipal de Lisboa.
O período devorista termina em Setembro de 1836 com a chamada Revolução de Setembro. Os deputados oposicionistas do Norte chegam a Lisboa no dia 9 de Setembro, causando uma revolta da população e da Guarda Nacional. A 11 de Setembro o Duque da Terceira demite-se, e a Rainha jura a Constituição de 1822. Tem início o Setembrismo.
Este governo era composto por:
| Ministério            | Detentor do cargo                               | Duração                             |
| --------------------- | ----------------------------------------------- | ----------------------------------- |
| Reino                 | Agostinho José Freire                           | 20 de Abril a 9 de Setembro de 1836 |
| Justiça               | Joaquim António de Aguiar                       | 20 de Abril a 9 de Setembro de 1836 |
| Fazenda               | José da Silva Carvalho                          | 20 de Abril a 9 de Setembro de 1836 |
| Guerra                | Duque da Terceira                               | 20 de Abril a 9 de Setembro de 1836 |
| Marinha               | Manuel Gonçalves de Miranda                     | 20 de Abril a 9 de Setembro de 1836 |
| Negócios Estrangeiros | José Luís de Sousa Botelho Mourão e Vasconcelos | 20 de Abril a 9 de Setembro de 1836 |